# Mutnedjmet

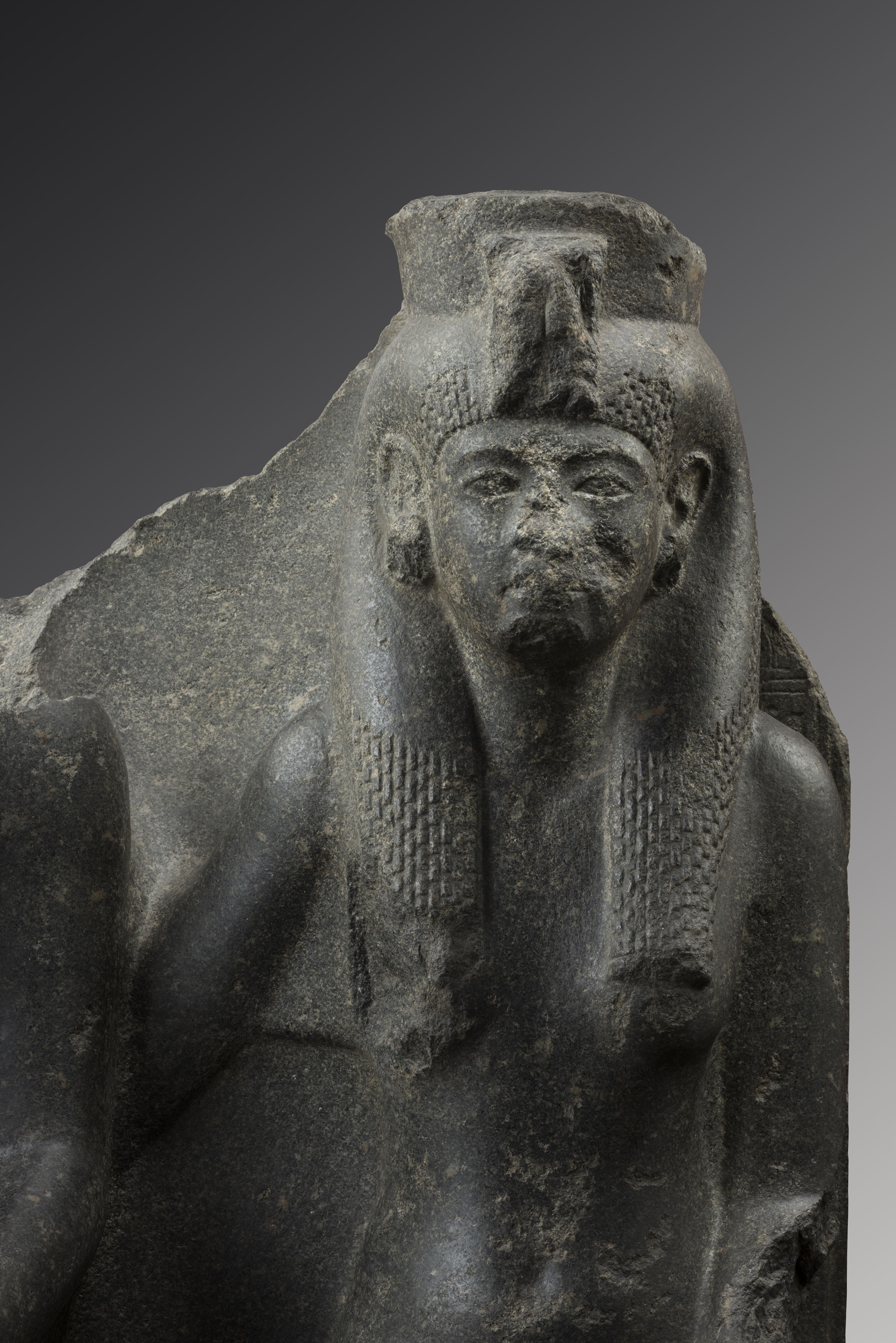
Detail der statue von Pharao Haremhab und Königin Mutnedjmet. Museo Egizio, Turin.

Mutnedjmet, auch Mudnejmet oder Mutnedjemet, war eine Ägypterin und Ehegattin des Königs Haremhab.

## Belege

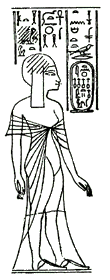
Abbildung von Mutnedjmet in einem Amarna-Grab

Mutnedjmet ist auf einigen Grabdarstellungen der Amarna-Zeit abgebildet und bekleidete wahrscheinlich das Amt einer Hüterin der Töchter von Echnaton und Nofretete. Sie trägt den Titel Schwester der Königin Nofretete. Die Abbildungen zeigen sie als junges Mädchen mit der typischen Seitenlocke der Kinder. Sie wird größer als die königlichen Kinder dargestellt.

## Forschungsthesen
Zahlreiche Forscher halten sie für eine jüngere Schwester der Nofretete, ohne dass bisher ein bestätigender Beweis dafür erbracht werden kann. Da sie in den Darstellungen der späteren Regierungsjahre nicht mehr auftaucht, wird vielfach angenommen, dass sie die Politik und vor allem die Religion Echnatons ablehnte und deshalb nach Theben zurückgesandt wurde. Diese Vermutung ist jedoch hochspekulativ und geht von der Annahme vieler älterer Forscher aus, dass sie tatsächlich Nofretetes Schwester und gleichzeitig mit der späteren zweiten Frau des Haremhab identisch ist. Diese Gleichstellung der Schwester der Nofretete mit der Gemahlin des Haremhab wird von vielen neuen Forschern abgelehnt. Sie machen darauf aufmerksam, dass der Name der Nofretete-Schwester eventuell nicht Mutnedjmet, sondern Mutbelet zu lesen sei.